# Municipio de Banks (condado de Indiana)
El municipio de Banks (en inglés: Banks Township) es un municipio ubicado en el condado de Indiana en el estado estadounidense de Pensilvania. En el año 2000 tenía una población de 997 habitantes y una densidad poblacional de 12.1 personas por km².

## Geografía
El municipio de Banks se encuentra ubicado en las coordenadas 40°53′00″N 78°52′00″O / 40.88333, -78.86667.

## Demografía
Según la Oficina del Censo en 2000 los ingresos medios por hogar en la localidad eran de $28,938 y los ingresos medios por familia eran de $34,550. Los hombres tenían unos ingresos medios de $27,625 frente a los $16,250 para las mujeres. La renta per cápita de la localidad era de $14,687. Alrededor del 16,5% de la población estaba por debajo del umbral de pobreza.